# Stictotarsus riberae
Stictotarsus riberae là một loài bọ cánh cứng trong họ Bọ nước. Loài này được Dutton & Angus miêu tả khoa học năm 2007.